# Municipio de Strawberry (condado de Fulton)
Strawberry Township es un municipio inactivo del condado de Fulton, Arkansas, Estados Unidos. Según el censo de 2020, tiene una población de 786 habitantes.
Es una subdivisión exclusivamente geográfica, por cuanto el estado de Arkansas ya no utiliza la herramienta de los townships como Gobiernos municipales.

## Geografía
Está ubicado en las coordenadas 36°18′9″N 91°47′5″O / 36.30250, -91.78472. Según la Oficina del Censo de los Estados Unidos, tiene una superficie total de 79.49 km², de la cual 79.38 km² corresponden a tierra firme y 0.11 km² son agua.

## Demografía
Según el censo de 2020, hay 786 personas residiendo en la región. La densidad de población es de 9.90 hab./km². El 93.9 % de los habitantes son blancos, el 0.5 % son amerindios, el 0.4 % son asiáticos, el 0.4 % son de otras razas y el 4.8 % son de una mezcla de razas. Del total de la población, el 1.3 % son hispanos o latinos de cualquier raza.